# Пасище
Пасище (от латинското pascere – „храня, паса“) е земя с тревна растителност, която се използва за паша на растителноядни животни. До появяването на механизираното селско стопанство, пасищата са били основните източници на храна за добитъка и конете през лятото. Пасищата все още се използват за паша, особено в по-сухите райони, където земята на пасищата не е подходяща за друг вид селскостопанско използване.
Има различни видове пасища: суходолни, разводнени, заблатени, планински и други. По степента на обработка се делят на естествени и култивирани. Култивираните пасища се създават чрез засяване на високопродуктивни треви, които имат по-голяма хранителна стойност, в сравнение с естествените пасища.
Растителността на пасищата може да включва различни житни, зърнено-бобови и други фуражни култури. Видът на почвата, минималната годишна температура и количеството валежи са важни фактори при управлението на пасищата.
Общата площ на пасищата по света съставлява около 26% от площта на сушата.